# Veronica longipetiolata
Veronica longipetiolata är en grobladsväxtart som beskrevs av Hong De-Yuan. Veronica longipetiolata ingår i släktet veronikor, och familjen grobladsväxter. Inga underarter finns listade i Catalogue of Life.